# Iscrizione runica danese 66

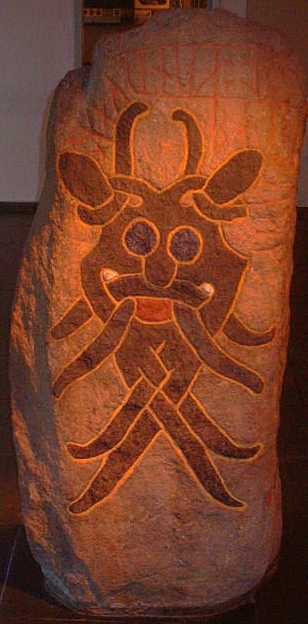
Iscrizione runica danese numero 66

L'iscrizione runica danese 66 o DR 66, nota anche come pietra maschera, è una pietra runica memoriale in cartone di epoca vichinga, scoperta ad Manchester, in Inghilterra. L'iscrizione rappresenta una maschera, e ricorda un sacerdote che prega in nome di Cristo.

## Descrizione
La pietra è famosa per mostrare una maschera facciale ed un'iscrizione runica in lingua norrena che parla di una battaglia combattuta tra re. Non esistono sufficienti prove per capire a quale battaglia ci si riferisca, ma la battaglia di Svolder e la battaglia dell'Helgeå sono le due maggiori candidate. La maschera raffigurata è stata descritta dal museo di Moesgård come "probabilmente dedicata alla protezione dagli spiriti maligni". Le altre iscrizione che usano maschere facciali, motivo ricorrente, sono la DR 62 di Sjelle, la DR 81 di Skern, la DR 258 di Bösarp, l'ormai perduta DR 286 di Hunnestad, la DR 314 di Lund, la DR 335 di Västra Strö, la Vg 106 di Lassegården, la Sö 86 di Åby ägor, la Sö 112 di Kolunda, la Sö 167 di Landshammar, la Sö 367 di Släbro, la Nä 34 di Nasta, la U 508 di Gillberga, la U 670 di Rölunda, la U 678 di Skokloster, la U 824 di Holms, la U 1034 di Tensta, la U 1150 di Björklinge e la pietra di Sjellebro.
La pietra potrebbe essere stata posta in origine lungo l'importante strada che giungeva ad Arhus dall'ovest, dato che fu rinvenuta con molte altre pietre negli edifici di Arhus lungo questa strada. In questo particolare caso, fu scoperta sotto al mulino di Arhus, dove oggi si trova il parco cittadino Mølleparken ("Parco del mulino"). La pietra si trova attualmente (2011) esposta presso il museo di Moesgård, nel cui logo appare proprio questa pietra.
Secondo quanto scritto in runico, la pietra fu eretta come memoriale da quattro uomini in onore di una persona di nome Fúl. Le relazioni tra gli uomini sono descritte come félag, che era un legame commerciale tra colleghi durante l'epoca vichinga. Tra le altre pietre runiche che utilizzano questo termine ci sono la Sö 292 a Bröta, la Vg 112 di Ås, la Vg 122 di Abrahamstorp, l'ormai perduta Vg 146 di Slöta, la Vg 182 di Skattegården, la U 391 di Villa Karlsro, la perduta U 954 di Söderby, la DR 1 di Haddeby, la DR 68 di Århus, la DR 125 di Dalbyover, la DR 127 di Hobro, la DR 262 di Fosie, la DR 270 di Skivarp, la DR 279 di Sjörup, la DR 316 di Norra Nöbbelöv, la DR 318 di Håstad, la DR 321 di Västra Karaby, la DR 329 e la DR 330 di Gårdstånga, la DR 339 di Stora Köpinge e la X UaFv1914;47 di Berezanj, in Ucraina.

## Iscrizione

### Traslitterazione delle rune in caratteri latini
A kunulfr auk augutr auk aslakr auk rulfr risþu
B stin þansi eftir ful fela(k)a sin iar uarþ ( ) ...y-- tuþr
C þo kunukar barþusk

### Trascrizione in lingua norrena
A Gunulfr ok Øgotr/Øþgotr ok Aslakr ok Rolfr resþu
B sten þænsi æftir Ful, felaga sin, ær warþ ... døþr,
C þa kunungar barþusk.

### Traduzione in italiano
A Gunnulfr e Eygautr/Auðgautr e Áslakr e Hrólfr eressero
B questa pietra in memoria di Fúl, loro socio, il quale morì
C quando i re combatterono.